# Syngonanthus multipes
Syngonanthus multipes är en gräsväxtart som beskrevs av Silveira. Syngonanthus multipes ingår i släktet Syngonanthus och familjen Eriocaulaceae. Inga underarter finns listade i Catalogue of Life.